# Cefalizacja
Cefalizacja (gr. kephalé  – głowa) – proces ewolucyjny prowadzący w rozwoju osobniczym do rozrastania się przedniej części ciała i wyodrębnienia wyspecjalizowanego odcinka głowowego zawierającego otwór gębowy, narządy zmysłów i zwoje nerwowe. Występuje u wolno żyjących zwierząt dwubocznie symetrycznych, począwszy od wieloszczetów (Polychaeta) i płazińców (Platyhelminthes).
W entomologii cefalizacja oznacza proces zlewania się pierścieni przedniego odcinka ciała w jednolitą puszkę głowową. Związany jest z nią proces przekształcania przednich odnóży w narządy gębowe.